# Hoanya
Il popolo Hoanya (caratteri cinesi: 和安雅族; pinyin: Hóngyǎ) è un'etnia di aborigeni taiwanesi attualmente residenti intorno alla contea di Changhua, alla città di Chiayi, alla contea di Nantou ed alla città di Tainan.
La lingua hoanya è ormai estinta.